# Stephan Martin Meyer
Stephan Martin Meyer (* 1973 in Georgsmarienhütte) ist ein deutscher Schriftsteller.

## Leben und Werk
Stephan Martin Meyer lebt und arbeitet als freier Schriftsteller in Köln und ist vor allem für seine Kinderbücher und Jugendromane bekannt. Aufgewachsen in Osnabrück, zog er später für sein Studium nach Köln, wo er seither lebt und arbeitet. Er studierte Germanistik, Skandinavistik und Philosophie und machte sich nach dem Studium selbständig.
Im Herbst 2021 heiratete Meyer seinen langjährigen Lebensgefährten. Seine Erfahrungen als queerer Mann fließen häufig in seine literarische Arbeit ein, insbesondere in seine Romane für Jugendliche und die schwule Buchreihe „GayStorys“, die das Thema sexuelle Identität behandeln.
Meyer engagiert sich aktiv für die Akzeptanz und Sichtbarkeit von LGBTQ+-Themen in der Gesellschaft. Er sieht seine Werke als Beitrag, um Menschen den Weg zu einem selbstbewussten Leben zu erleichtern und ihnen Mut zu machen, ihre Identität zu leben.
Seit Beginn der Corona-Pandemie 2020 erstellt Meyer unter dem Label Herrn Meyers Buchmacherei Bücher für Verlage und Selfpublisher.
Meyer setzt sich in seinen Werken oft mit gesellschaftlichen Themen auseinander. Besonders bekannt ist er für seine Bücher, die queere Themen und Charaktere in den Mittelpunkt stellen, um Vorbilder zu schaffen und gesellschaftliche Vorurteile abzubauen.

## Literarisches Schaffen
Stephan Martin Meyer hat eine Vielzahl von Kinderbüchern und Jugendromanen veröffentlicht. Sein literarisches Schaffen reicht von Abenteuergeschichten bis hin zu Werken, die tiefgründige gesellschaftliche Themen behandeln. 2024 erhielt er eines der Kölner Stipendien für Kinder- und Jugendliteratur.

## Werke
Im Gerstenberg Verlag erschienen folgende Titel:
- Mit dem Zeppelin nach New York – Die Geschichte des Kabinenjungen Werner Franz, 2016, ISBN 978-3-8369-5884-4
- Mit dem Orient-Express nach Paris – Die Geschichte von Sinan und Pierre, 2017, ISBN 978-3-8369-5884-4
- Leonardos Flugmaschinen – Anselmo und das Vermächtnis des Meisters, 2019, ISBN 978-3-8369-5656-7
- In 80 Tagen von Peking nach Paris – Das abenteuerlichste Autorennen der WelT, 2021, ISBN 978-3-8369-6089-2

Im Selbstverlag publizierte Meyer folgende Titel:
- Adelie – Der Pinguin aus der Tiefkühltruhe, 2020, ISBN 978-3-7494-5006-0
- Prinzessin Erdbert und ihre Freunde auf Schloss Uhruguaih, 2020, ISBN 978-3-7519-0401-8
- Die Karte ist nicht das Gebiet: Freundschaft, Verbrechen und wie man herausfindet, wer man ist, 2021, ISBN 978-3-7526-7311-1
- Die Waldlandsaga. Jorna und der Schwarze Magier, 2021, ISBN 978-3-7557-1145-2
- Kretische Reise – Eine Sommersatire an Kretas Südküste, 2024, ISBN 978-3-7597-3590-4

Seit 2021 schreibt Meyer darüber hinaus unter dem Pseudonym Stephano die schwule Buchreihe GayStorys, die ebenfalls im Selbstverlag erschienen. Bislang hat er fünf Romane und einen Kurzroman in dieser Reihe publiziert:
- Wellenreiten, 2022, ISBN 978-3-7557-9679-4
- Neustarten, 2021, ISBN 978-3-7557-1217-6
- Turbulenzen, 2021, ISBN 978-3-7557-3880-0
- Summertime, 2022, ISBN 978-3-7557-7449-5
- Vorurteile, 2022, ISBN 978-3-7562-1827-1
- Dorfidylle, 2023, ISBN 978-3-7578-5370-9